# CryptoNote
CryptoNote е приложна платформа за създаване на семейство анонимни криптовалути, най-известните от които са Bytecoin, Monero и  DarkNote. Анонимността в CryptoNote е реализирана чрез използване на колективен подпис на изпращача и еднократен адрес (скриващ получателя).

## История
Протоколът е разработен през 2012 г. от група разработчици под псевдонима Николас ван Саберхаген. Описан е в статията „CryptoNote Whitepaper“, публикувана в две редакции: в 2012 и в 2013 г. Bytecoin, запуснат през лятото на 2012 г. е първата криптовалута използваща тази технология. По-къно са запуснати и други криптовалути използващи кода на Bytecoin.
В България по тази технология през втората половина на декември 2017 г. е запусната криптовалута с кодовото наименование Левкойн (LVC) с няколкостотин български фена включени в няколко пула.

## Емисия
Както и при Биткойна, майнерите получават награда за намерените решения. Но постъпковото усложняване на изчисленията характерно за Биткойна, в CryptoNote е заменена с постепенно плаващо усложнение: наградата намалява при всеки нов обработен блок.
Направено е от съображения да не влияе шокиращо върху пазарната стойност на криптовалутата. Bytecoin и Monero използват различни параметри на кривата на емисията. Разработчиците на DarkNote решават да използват отново стълбово усложнение на изчисленията, съкращавайки два пъти емисията всеки месец.